# Franz-Josef Tenhagen
Franz-Josef Tenhagen (ur. 31 października 1952 w Rees) – niemiecki piłkarz występujący na pozycji obrońcy lub pomocnika. Obecnie trener piłkarski.

## Kariera klubowa
Tenhagen zawodową karierę rozpoczynał w klubie Rot-Weiß Oberhausen. W Bundeslidze zadebiutował 14 sierpnia 1971 w wygranym 1:0 meczu z Arminią Bielefeld. 21 sierpnia 1971 w przegranym 2:3 spotkaniu z VfL Bochum strzelił pierwszego gola w trakcie gry w Bundeslidze. W ciągu dwóch sezonów Tenhagen rozegrał 64 ligowe spotkania i zdobył 6 bramek.
W 1973 roku odszedł do innego pierwszoligowego zespołu - VfL Bochum. Pierwszy ligowy mecz zaliczył tam 11 sierpnia 1973 przeciwko Wuppertaler SV (2:1). W VfL występował przez osiem sezonów. Zagrał tam w sumie w 257 ligowych meczach i zdobył w nich 19 bramek.
W 1981 roku podpisał kontrakt z Borussią Dortmund, również grającą w Bundeslidze. Zadebiutował tam 8 sierpnia 1981 w przegranym 0:1 ligowym pojedynku z 1. FC Köln. W sezonie 1981/1982 Tenhagen zajął z Borussią 6. miejsce w Bundeslidze, które było najwyższym w trakcie jego piłkarskiej kariery.
W 1984 roku powrócił do VfL Bochum. W 1988 roku dotarł z nim do finału Pucharu Niemiec, ale Bochum przegrało tam 0:1 z Eintrachtem Frankfurt. W tym samym roku Tenhagen zakończył karierę.

## Kariera reprezentacyjna
W reprezentacji Niemiec Tenhagen rozegrał 3 spotkania. Zadebiutował w niej 30 kwietnia 1977 w wygranym 2:1 towarzyskim meczu z Jugosławią. Pozostałe dwa spotkania zaliczył również w 1977 roku.

## Kariera trenerska
Po zakończeniu kariery Tenhagen został trenerem. Jego pierwszym klubem był VfL Bochum. W Bundeslidze jako trener zadebiutował 23 lipca 1988 w wygranym 2:1 meczu ze Stuttgarter Kickers. W sezonie 1988/1989 prowadzony przez niego klub zajął 15. miejsce w Bundeslidze. Po zakończeniu tamtego sezonu odszedł z klubu.
W październiku 1989 został szkoleniowcem drugoligowej Fortuny Kolonia. Trenował ją do końca sezonu 1990/1991. Potem był trenerem klubu 1. FC Bocholt (1991-1996), SG Wattenscheid 09 (1996-1998), Rot Weiss Ahlen (1998-2000) oraz ponownie 1. FC Bocholt (2003-2007).